# Orientalsk Dans (film)
Orientalsk Dans er en dansk stumfilm fra 1911 produceret af Regia Kunstfilms Kompagni. 
Filmen er en dansefilm med balletdanseren og skuespilleren Ellen Tegner.

## Medvirkende
- Ellen Tegner